# Chakwayalham
Chakwayalham, nekadašnje selo Wahkiakum Indijanaca blizu Pillar Rocka na rijeci Columbia u Oregonu. Spomenuta stijena Pillar Rock nalazi se na washingtonskoj strani rijeke Columbije.